# Stazione di Pettorano sul Gizio
Stazione di Pettorano sul Gizio vasútállomás Olaszországban, Pettorano sul Gizio településen.

## Vasútvonalak
Az állomást az alábbi vasútvonalak érintik:
- Sulmona–Carpinone-vasútvonal

## Kapcsolódó állomások
A vasútállomáshoz az alábbi állomások vannak a legközelebb:
- Vallelarga railway halt
- Stazione di Cansano